# Corne (rivière)
Pour l’article homonyme, voir Corne.
La Corne est une rivière française du département Saône-et-Loire de la région Bourgogne-Franche-Comté et un affluent de la Saône, c'est-à-dire un sous-affluent du Rhône.

## Géographie
D'une longueur de 19,7 kilomètres, la Corne prend sa source sur la commune de Saint-Vallerin à 270 mètres d'altitude, près du lieu-dit les Rougeriaux.
Elle coule globalement du sud-ouest vers le nord-est.
Elle conflue sur la commune de Chalon-sur-Saône, à 177 mètres d'altitude, entre les deux communes de Saint-Rémy et Lux après avoir traversé le quai de Bellevue. Sa partie finale s'appelle aussi Roie de Droux.

### Communes et cantons traversés
Dans le seul département de Saône-et-Loire, la Corne traverse dix communes et trois cantons :
- dans le sens amont vers aval : Saint-Vallerin (source), Jully-lès-Buxy, Saint-Germain-lès-Buxy, Buxy, Granges, La Charmée, Sevrey, Saint-Rémy, Lux, Chalon-sur-Saône (confluence).

Soit en termes de cantons, la Corne prend source dans le canton de Buxy, traverse le canton de Givry, conflue dans le canton de Chalon-sur-Saône-Sud.

### Bassin versant
La Corne traverse une seule zone hydrographique « la Corne » (U312) de 313 km2 de superficie. Ce bassin versant est constitué à 58,10 % de « territoires agricoles », à 29,25 % de « forêts et milieux semi-naturels », à 12,61 % de « territoires artificialisés », à 0,02 % de « surfaces en eau ».

## Affluents
La Corne a cinq affluents référencés :
- le ruisseau la Ratte (rg[note 1]) 5 km, sur la seule commune de Buxy.
- la rivière des Curles (rg) 11,1 km, sur six communes et avec quatre affluents
  - le ruisseau du moulin Gaudillot, 6,2 km
  - le ruisseau la Vomme (rd) 2,9 km
  - le ruisseau de Couramble (rd) 6,2 km
  - le ruisseau Rheune (rd) 3 km.
- le ruisseau de la Couverte (rg) 4,4 km, sur les quatre communes de La Charmée, Givry, Granges, Saint-Rémy.
- la rivière l'Orbise (rg) 21,2 km sur dix communes avec un affluent :
  - le ruisseau le Giroux (rg) 8,1 km, sur les trois communes de Saint-Martin-sous-Montaigu (source), Mercurey, Mellecey(confluence).
- la rivière la Thalie, ou Thalie[2] (rd) 21,7 km, sur neuf communes et avec plusieurs affluents dont :
  - le ru Guillot, 2,9 km
  - le ruisseau du Bois, 7,3 km
  - le ruisseau de Guerlande, 2 km.
  - la Thaliette

### Rang de Strahler
Donc son rang de Strahler est de trois.

## Hydrologie
Le bassin versant de la Corne est de 318 km2.

## Histoire
Le 14 mars 1471, durant la bataille de Buxy, les chevaux bourguignons sont épuisés par le franchissement de la rivière en crue ; l'armée française reste maitresse du champ de bataille.

## Aménagements et écologie
La qualité du peuplement piscicole est dite très bonne.